# Juliana Jusjtjanka
Juliana Jusjtjanka (belarusiska: Юліяна Юшчанка), född Juliana Zjalnjaruk (Жалнярук) den 14 augusti 1984, är en belarusisk friidrottare som tävlar i kortdistanslöpning.
Jusjtjankas främsta meriter har kommit som en del av det vitryska stafettlaget på 4 x 400 meter. Vid EM 2006 blev hon silvermedaljör och vid inomhus-VM 2006 blev hon bronsmedaljör.

## Personligt rekord
- 400 meter - 51,01